# Illja Marčenko
Illja Vasyl'ovyč Marčenko, accreditato come Illya Marchenko dalla ATP (in ucraino Ілля Васильович Марченко?; Dniprodzeržyns'k, 8 settembre 1987), è un tennista ucraino.
Nel settembre 2016 ha raggiunto il suo miglior ranking ATP al 49º posto in singolare, specialità in cui ha disputato alcune semifinali nel circuito ATP e vinto diversi titoli nei circuiti minori. Il suo miglior risultato nelle prove del Grande Slam è stato il quarto turno raggiunto agli US Open 2016. In doppio ha vinto tre titoli Challenger e non è andato oltre il 268º posto nel ranking. Ha esordito nella squadra ucraina di Coppa Davis nel 2008.

## Biografia
E' fratello del pattinatore artistico Ihor Marčenko, che ha partecipato ai Giochi olimpici invernali di Nagano 1998. Inizia giocare a tennis a 7 anni e crescendo si è ispirato a Lleyton Hewitt e Roger Federer.

## Carriera

### 2005-2008, primi titoli ITF, prima finale Challenger, esordio in Coppa Davis e 207º nel ranking
Fa la sua prima apparizione tra i professionisti nell'ottobre 2005 al torneo ITF Futures Ukraine F3 e comincia a giocare con continuità nel circuito ITF dal maggio 2006, quando vince i primi incontri in carriera e si spinge fino in semifinale all'Ukraine F1. In ottobre disputa le sue prime finali, perde contro Ivan Dodig la prima al Nigeria F5 e la settimana dopo alza il primo trofeo battendo Komlavi Loglo in finale al Nigeria F6. Nel frattempo aveva fatto le prime due apparizioni nel circuito Challenger, vincendo un incontro, e inizia a giocare con maggiore frequenza nella seconda metà del 2007, nel periodo in cui dirada le sue apparizioni nei tornei ITF, che abbandona quasi definitivamente nell'aprile 2008. Disputerà in seguito alcuni rari tornei ITF vincendo il Kazakhstan F6 nel 2012. Nel giugno 2008 viene sconfitto in semifinale al Challenger di Smirne dopo che aveva eliminato il nº 100 del ranking Kei Nishikori. Ad agosto 2008 disputa la sua prima finale Challenger a Bukhara e viene sconfitto al terzo set da Denis Istomin; con questo risultato fa il suo ingresso nella top 300 del ranking, al 244º posto. Il mese dopo fa il suo esordio con una vittoria nella squadra ucraina di Coppa Davis, in occasione della sfida vinta 5-0 con il Portogallo. Nel finale di stagione ottiene altri buoni risultati e a novembre si porta al 207º posto.

### 2009, primo titolo Challenger, prima semifinale ATP e 119º nel ranking
Eliminato per sei volte nelle qualificazioni dei tornei ATP, le supera per la prima volta nel febbraio 2009 a Marsiglia e viene quindi eliminato al primo turno. Dopo aver perso un'altra finale Challenger in luglio, ad agosto vince il primo titolo di categoria all'Istanbul Challenger, superando in finale Florian Mayer per 6-4, 6-4 e il giorno dopo sale alla 200ª posizione del ranking. In ottobre, al suo secondo torneo ATP, vince i primi incontri nel circuito maggiore a Mosca sconfiggendo tra gli altri i top 100 Andrej Golubev e Evgenij Korolëv, raggiunge la semifinale e viene sconfitto in due set da Janko Tipsarević; a fine torneo porta il suo best ranking al 150º posto. La settimana dopo sconfigge Fabio Fognini all'ATP di San Pietroburgo e viene eliminato al secondo turno. Il buon momento continua al successivo Challenger di Astana, dove viene sconfitto in finale da Andrej Golubev e la settimana dopo si trova al 119º posto del ranking.

### 2010, esordi nel Grande Slam, una semifinale ATP e 68º nel ranking
Nel 2010 gioca quasi esclusivamente nel circuito maggiore, supera per la prima volta le qualificazioni in un torneo del Grande Slam all'Australian Open e viene eliminato al secondo turno. In febbraio raggiunge i quarti di finale a Zagabria – dopo i quali entra nella top 100 – e a Marsiglia. Il mese successivo debutta in un Masters 1000 a Miami e viene sconfitto al secondo turno in tre set dal nº 22 ATP Tommy Robredo, a fine torneo sale al 77º posto del ranking. In seguito subisce una serie di sconfitte consecutive, tra cui quella al suo esordio al Roland Garros. Torna a vincere un incontro a Eastbourne e viene eliminato nei quarti. Al debutto a Wimbledon accede al secondo turno per il ritiro dell'avversario e dà forfait prima di disputare l'incontro. Nei tornei successivi raggiunge il terzo turno a Washington e a New Haven e viene eliminato al primo turno al suo esordio agli US Open. Disputa la sua seconda semifinale in carriera a San Pietroburgo e viene sconfitto da Michail Kukuškin. Chiude la stagione all'81º posto mondiale, dopo essere stato 68º in luglio.

### 2011-2014, crollo nel ranking, alcuni titoli Challenger e lenta risalita

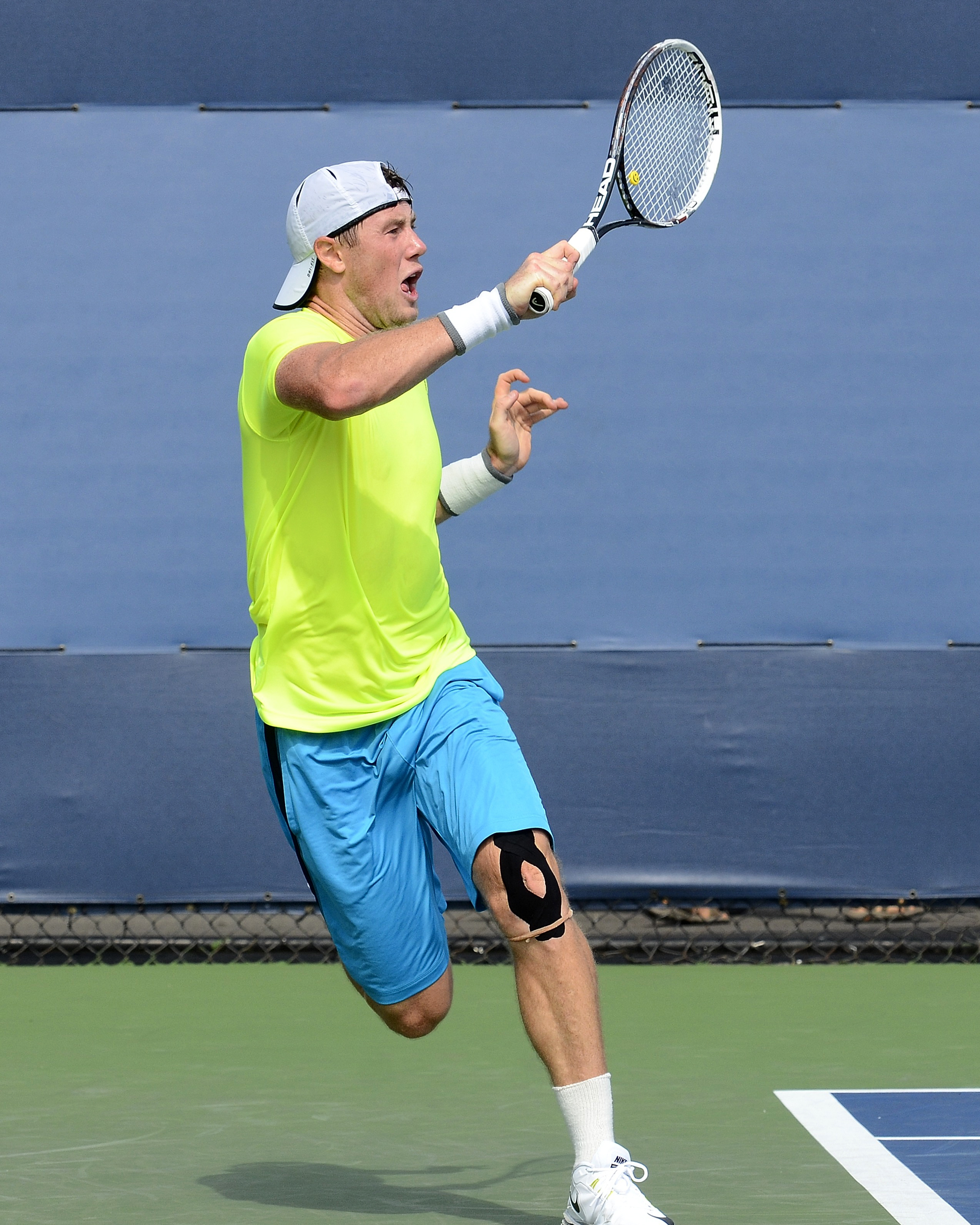
Marčenko nel 2014

La stagione 2011 si rivela negativa per Marčenko, nel circuito maggiore non supera mai il secondo turno e fra le poche vittorie ottenute le più significative sono quelle su Ruben Ramirez Hidalgo all'Australian Open e su Ernests Gulbis a Belgrado. Raggiunge una semifinale nei Challenger ma si ritira prima di disputarla e rientra a giocare dopo quasi due mesi. In Coppa Davis perde i tre incontri disputati e l'Ucraina retrocede al Gruppo II. Esce dalla top 100 in aprile e chiude la stagione oltre la 200ª posizione. All'inizio del 2011 supera le qualificazioni all'Australian Open e perde il suo unico incontro disputato nel circuito maggiore in stagione. Inizia a giocare soprattutto nei Challenger senza grandi risultati, scende alla 441ª posizione del ranking e in luglio vince un torneo ITF, iniziando a risalire la classifica. La settimana successiva si aggiudica il Challenger di Penza e nel prosieguo della stagione perde le tre finali Challenger disputate, chiudendo il 2012 alla 140ª posizione del ranking. Nelle due stagioni successive non compie sostanziali progressi, nel 2013 gioca diverse volte le qualificazioni nel circuito maggiore e le supera solo in due occasioni, a Memphis e al Roland Garros, venendo eliminato al primo turno del tabellone principale. Il miglior risultato stagionale nei Challenger è il titolo vinto in doppio a Orléans. Nel 2014 si mette in luce superando le qualificazioni in quattro tornei del circuito maggiore, e ad Atlanta e agli US Open supera anche il primo turno. A novembre vince il titolo sia in singolare che in doppio al Challenger di Brescia.

### 2015, quarti di finale a 's-Hertogenbosch, un titolo Challenger e rientro nella top 100
Nella prima parte del 2105 supera tre volte le qualificazioni nel circuito maggiore – agli Australian Open, a Zagabria e al Roland Garros – senza mai raggiungere il primo turno. Ci riesce a 's-Hertogenbosch, dove raggiunge i quarti di finale e perde al terzo set contro David Goffin. Agli US Open accede al secondo turno per il ritiro di Gaël Monfils. In ottobre rientra nella top 100 – a distanza di quattro anni e mezzo da quando ne era uscito – vincendo il Mons Challenger e la settimana dopo raggiunge la 79ª posizione.

### 2016, una semifinale ATP, quarto turno agli US Open e 49º nel ranking
Fa l'esordio stagionale a Doha e al primo turno sconfigge a sorpresa il nº 7 ATP David Ferrer, nella sua prima vittoria su un top 10, elimina quindi Tejmuraz Gabašvili e Jeremy Chardy raggiungendo la semifinale, nella quale viene battuto da Rafael Nadal. Vince altri incontri nei successivi tornei ATP, ad Acapulco si spinge fino ai quarti e viene eliminato da Bernard Tomic. Continua a risalire la classifica e in luglio sconfigge Il'ja Ivaška nella finale del Challenger di Recanati, subito dopo viene battuto in finale in quello di Segovia. Ad agosto fa il suo esordio olimpico ai Giochi di Rio e viene sconfitto al primo turno sia in singolare che in doppio. Agli US Open coglie uno dei più importanti risultati in carriera spingendosi fino al quarto turno con i successi su Ivan Dodig e Damir Džumhur e grazie al ritiro di Nick Kyrgios; strappa quindi un set al nº 3 del mondo Stan Wawrinka, che lo elimina e vincerà il titolo. Con questi risultati, Marčenko porta il suo best ranking alla 50ª posizione, due settimane dopo esce al secondo turno a Metz dopo aver salvato due matchball e vinto in rimonta contro Seppi, e a fine torneo sale alla 49ª posizione del ranking. Subisce un calo di rendimento a fine stagione e chiude il 2016 al 74º posto mondiale.

### 2017-2020, operazione alla spalla, nuovo crollo nel ranking e lenta risalita

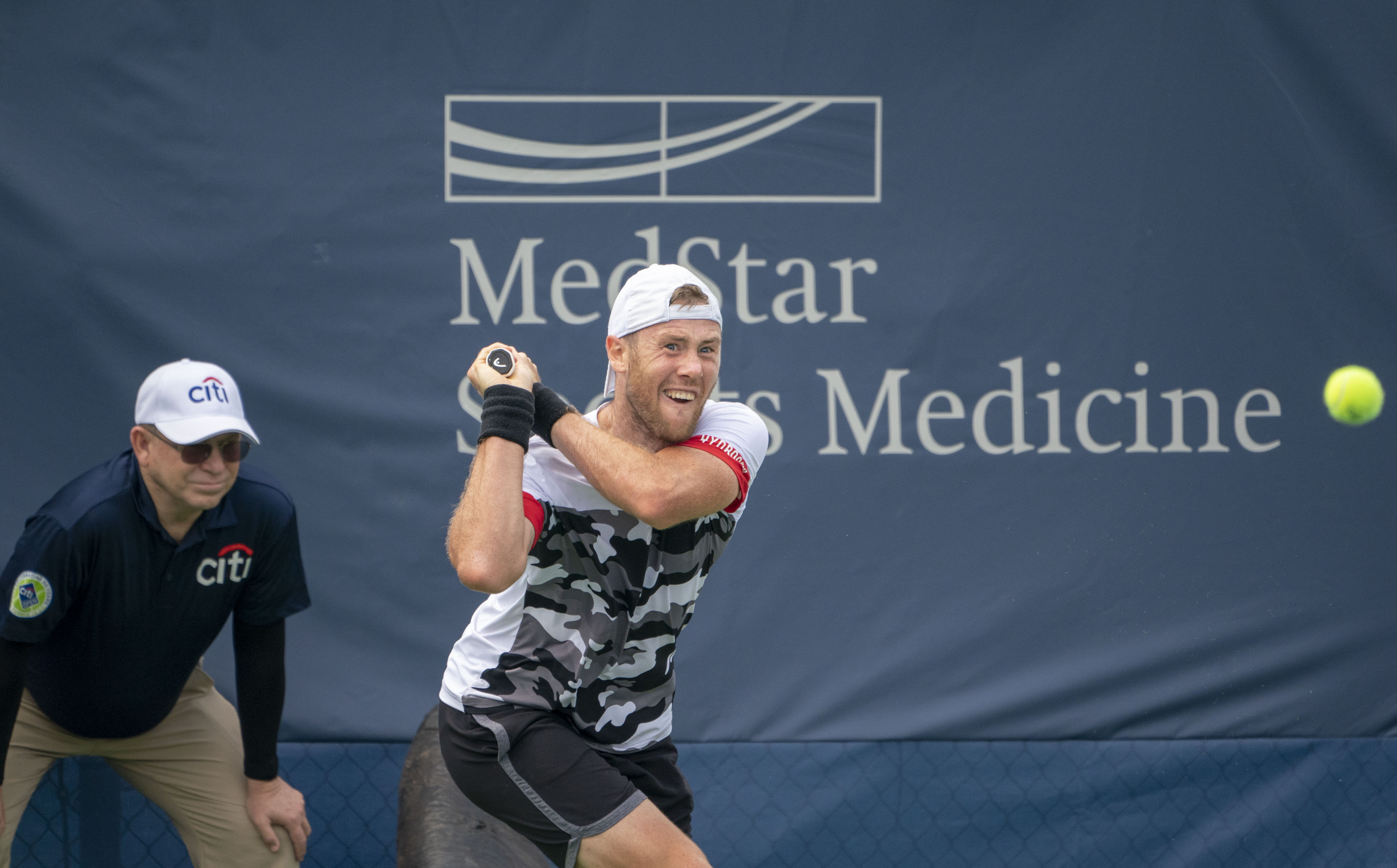
Rovescio a due mani al Citi Open 2018

Nel 2017 non va mai oltre il secondo turno nei tornei del circuito maggiore e nei Challenger ci riesce solo in settembre a Smirne, quando si aggiudica il suo sesto titolo battendo in finale Stéphane Robert. Prima di vincere questo torneo era sceso alla 287ª posizione in classifica, la più bassa dal luglio 2012. Nel gennaio 2018 si sottopone a un intervento chirurgico alla spalla, rientra in maggio e perde tutti gli incontri disputati fino a ottobre, scendendo oltre la 1000ª posizione del ranking. A fine stagione raggiunge per due volte i quarti di finale nei Challenger. Anche nella prima parte del 2019 raccoglie soprattutto sconfitte e comincia a dare segnali di ripresa a fine estate, in ottobre vince il Challenger di Astana superando in finale Yannick Maden e grazie a qualche altro buon piazzamento risale alla 241ª posizione del ranking. Ad Astana si impone anche nel torneo di doppio. L'unico risultato significativo nella prima parte del 2020 è la finale raggiunta in febbraio al Challenger di Bergamo, che non viene disputata per la grave crisi sanitaria in Lombardia provocata dal COVID-19. Fa in tempo ad arrivare nei quarti al Challenger di Pau, salendo alla 200ª posizione, e subito il tennis mondiale si ferma alcuni mesi per fronteggiare la pandemia. Torna a giocare a fine settembre e nel finale di stagione non ottiene successi rilevanti

### 2021-2023, rientro nella top 200, nuova discesa nel ranking e nuova risalita
Torna a mettersi in luce nel febbraio 2021, quando sconfigge l'ex nº 1 del mondo Andy Murray nella finale del Biella Challenger. Nei mesi successivi raggiunge due semifinali Challenger e torna a vincere alcuni incontri nel circuito maggiore, risalendo in ottobre alla 150ª posizione mondiale. Ottiene risultati negativi nel prosieguo della stagione e in quella successiva, nell'ottobre 2022 esce dalla top 400. Eliminato in un'altra semifinale Challenger nel marzo 2023. a luglio torna a vincere un titolo dopo oltre due anni al Challenger Salinas con il successo in finale sul croato Matija Pecotić. Si ripete in ottobre all'Hamburg Challenger superando in finale Dennis Novak e risale fino alla 210ª posizione.

### 2024-2025, altro crollo nel ranking
Crolla nuovamente nel ranking nel 2024, durante il quale non va oltre l'unica finale Challenger disputata in stagione a Taipei, persa contro Adam Walton. A fine anno esce dalla top 500. All'inizio del 2025 disputa senza successo le qualificazioni di due Challenger australiani, dopo i quali entra in un lungo periodo di inattività.

## Statistiche
Aggiornate al 10 agosto 2025.

### Tornei minori

#### Singolare

##### Vittorie (12)
| Legenda tornei minori |
| Challenger (10)       |
| Futures (2)           |

| N.  | Data              | Torneo                                   | Superficie  | Avversario in finale | Punteggio        |
| 1.  | 16 agosto 2009    | Istanbul Challenger, Istanbul            | Cemento     | Florian Mayer        | 6–4, 6–4         |
| 2.  | 21 luglio 2012    | Penza Cup, Penza                         | Cemento     | Evgenij Donskoj      | 7–5, 6–3         |
| 3.  | 10 novembre 2014  | Internazionali Città di Brescia, Brescia | Cemento (i) | Farrukh Dustov       | 6–4, 5–7, 6–2    |
| 4.  | 11 ottobre 2015   | Mons Challenger, Mons                    | Cemento (i) | Benjamin Becker      | 6–2, 6(8)–7, 6–4 |
| 5.  | 24 luglio 2016    | Guzzini Challenger, Recanati             | Cemento     | Il'ja Ivaška         | 6–4, 6–4         |
| 6.  | 24 settembre 2017 | Izmir Cup, Smirne                        | Cemento     | Stéphane Robert      | 7–6(2), 6–0      |
| 7.  | 6 ottobre 2019    | Nur-Sultan Challenger, Astana            | Cemento (i) | Yannick Maden        | 4–6, 6–4, 6–3    |
| 8.  | 14 febbraio 2021  | Biella Challenger I, Biella              | Cemento (i) | Andy Murray          | 6–2, 6–4         |
| 9.  | 29 luglio 2023    | Challenger Salinas, Salinas              | Cemento     | Matija Pecotić       | 6–4, 6–4         |
| 10. | 22 ottobre 2023   | Hamburg Challenger, Amburgo              | Cemento (i) | Dennis Novak         | 6–2, 6–3         |

Ha raggiunto inoltre la finale nel febbraio 2020 agli Internazionali di Tennis di Bergamo, non disputata per la pandemia di COVID-19.

##### Finali perse (12)
| Legenda tornei minori |
| Challenger (9)        |
| Futures (3)           |

| N. | Data              | Torneo                           | Superficie | Avversario in finale | Punteggio           |
| 1. | 17 agosto 2008    | Bukhara Challenger, Bukhara      | Cemento    | Denis Istomin        | 6–4, 1–6, 4–6       |
| 2. | 26 luglio 2009    | Penza Cup, Penza                 | Cemento    | Michail Kukuškin     | 4–6, 2–6            |
| 3. | 8 novembre 2009   | President's Cup, Astana          | Cemento    | Andrej Golubev       | 3–6, 3–6            |
| 4. | 23 settembre 2012 | Izmir Cup, Smirne                | Cemento    | Dmitrij Tursunov     | 6(4)–7, 7–6(5), 3–6 |
| 5. | 14 ottobre 2012   | Open de Rennes, Rennes           | Cemento    | Kenny de Schepper    | 6(4)–7, 2–6         |
| 6. | 25 novembre 2012  | Siberia Cup, Tjumen'             | Cemento    | Evgenij Donskoj      | 7–6(6), 3–6, 2–6    |
| 7. | 9 settembre 2013  | Istanbul Challenger, Istanbul    | Cemento    | Michail Kukuškin     | 3–6, 3–6            |
| 8. | 31 luglio 2016    | Open Castilla y León, Segovia    | Cemento    | Luca Vanni           | 4-6, 6-3, 3-6       |
| 9. | 19 maggio 2024    | Santaizi ATP Challenger , Taipei | Cemento    | Adam Walton          | 6–3, 2–6, 6(3)-7    |

#### Doppio

##### Vittorie (3)
| Legenda tornei minori |
| Challenger (3)        |
| Futures (0)           |

| N. | Data              | Torneo                                   | Superficie    | Compagno            | Avversari in finale             | Punteggio   |
| 1. | 23 settembre 2013 | Open d'Orleans, Orléans                  | Cemento (i)   | Serhij Stachovs'kyj | Ričardas Berankis Franko Škugor | 7–5, 6–3    |
| 2. | 10 novembre 2014  | Internazionali Città di Brescia, Brescia | Sintetico (i) | Denys Molčanov      | Roman Jebavý Błażej Koniusz     | 7–6(4), 6–3 |
| 3. | 6 ottobre 2019    | Nur-Sultan Challenger, Astana            | Cemento (i)   | Harri Heliövaara    | Karol Drzewiecki Szymon Walków  | 6–4, 6–4    |

##### Finali perse (2)
| Legenda tornei minori |
| Challenger (2)        |
| Futures (0)           |

| N. | Data           | Torneo                                | Superficie | Compagno            | Avversari in finale                | Punteggio         |
| 1. | 12 maggio 2008 | New Delhi Challenger 1, Nuova Delhi   | Cemento    | Mohammad Al-Ghareeb | Colin Ebelthite Samuel Groth       | 6–2, 6(5)–7, 8–10 |
| 2. | 4 luglio 2011  | Open Ciudad de Pozoblanco, Pozoblanco | Cemento    | Denys Molčanov      | Michail Elgin Aleksandr Kudrjavcev | w/o               |

## Cronologia tornei del Grande Slam
| Tornei Grande Slam         |     |     |     |     |     |     |     |     |     |     |     |     |     |     |      |
| Australian Open, Melbourne | Q1  | 2T  | 2T  | 1T  | Q1  | A   | 1T  | 1T  | 1T  | A   | A   | A   | Q1  | Q1  | 2–6  |
| Open di Francia, Parigi    | Q1  | 1T  | Q1  | A   | 1T  | Q1  | 1T  | 1T  | A   | Q1  | Q1  | Q1  | Q3  |     | 0–4  |
| Wimbledon, Londra          | Q1  | 2T  | 1T  | A   | Q2  | Q1  | A   | 1T  | 1T  | Q1  | Q2  | ND  | Q2  |     | 1–3  |
| US Open, New York          | Q3  | 1T  | A   | Q1  | Q2  | 2T  | 2T  | 4T  | Q1  | Q1  | A   | A   | Q2  |     | 5–4  |
| V-S                        | 0–0 | 2–3 | 1–2 | 0–1 | 0–1 | 1–1 | 1-3 | 3-4 | 0-2 | 0–0 | 0–0 | 0–0 | 0–0 | 0–0 | 8-17 |